# Theodate Pope Riddle

Granja en Farmington, Connecticut, residencia personal

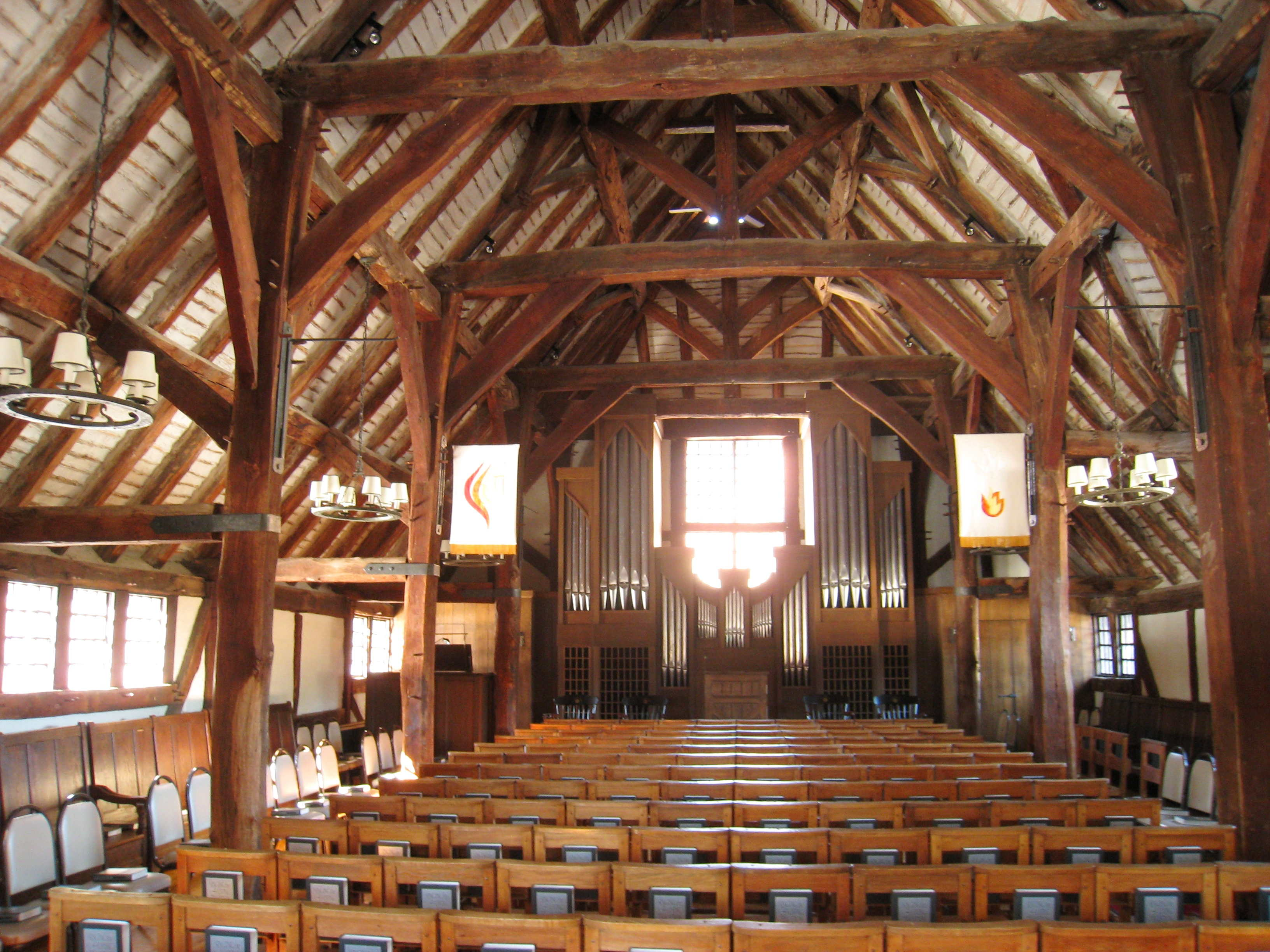
Establecimiento escolar Avon Old Farms, capilla interior

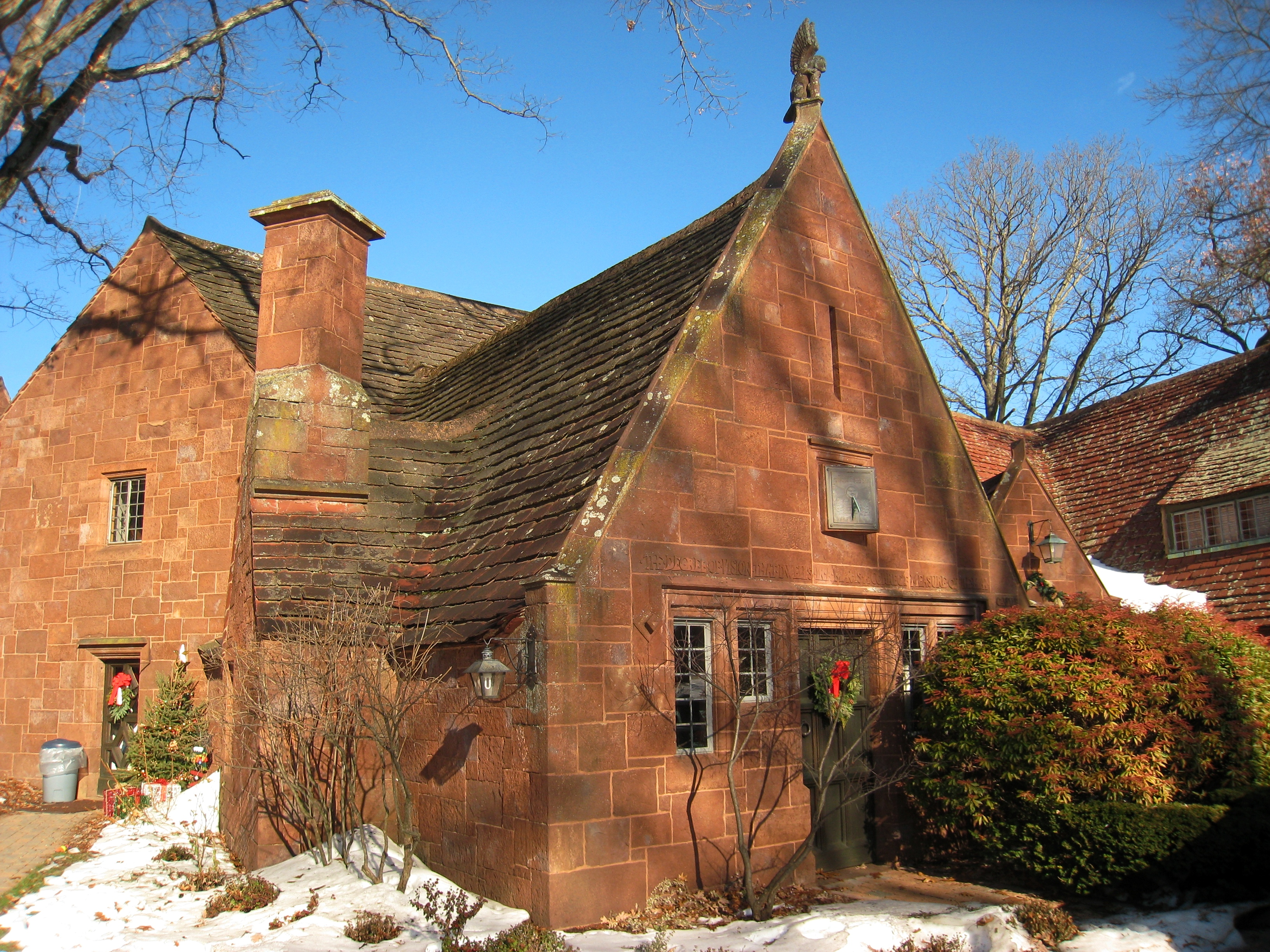

Museo Hill-Stead. Vivienda Pope-Riddle, Farmington, Connecticut

Theodate Pope Riddle, nacida como Effie Brooks Pope (Salem, Ohio, 2 de febrero de 1867 - Farmington, Connecticut, 30 de agosto de 1946), fue una reconocida arquitecta autodidacta estadounidense del siglo XIX.

## Primeros años
Hija única de Alfred Atmore Pope y Ada Lunette Brooks, creció en un ambiente de comodidad y riqueza, nutrido con largos viajes por Europa, en íntimo contacto con galerías y exhibiciones de arte, coleccionistas y pintores. Reflejo de su independencia ideológica y determinismo, decidió cambiar su nombre de nacimiento, Effie Brooks Pope, por Theodate Pope en honor a su abuela. Desde su juventud transitó la ambigüedad y desazón que en ella generaba su realidad de bonanza económica en contraste con la problemática social de los más desfavorecidos. En 1888, finalizada la etapa de educación formal en Connecticut, emprendió junto a sus padres un viaje por Francia e Inglaterra. Dos años más tarde, a su regreso, declinó las sugerencias de una formación universitaria e inició su formación como arquitecta desde la práctica y la intuición.

## Trayectoria
Sus innumerables dibujos traducían: sus observaciones e ideas acerca del paisaje y el espacio revelando la predilección por una arquitectura solidaria con el entorno, los materiales locales y la mano de obra artesanal. En 1890, Theodate Pope alquila una granja en Farmington, su residencia personal, The O’Rourkery, donde incursiona en su primera experiencia real en la práctica arquitectónica a partir de las refacciones realizadas de la mano del arquitecto Melvin Hapgood.
El aprendizaje en los avatares del desempeño profesional fue a partir del contacto cotidiano con constructores, específicamente con la empresa Mc Kim, Mead & White, con quien construyó la casa de retiro de sus padres en Farmington, Connecticut, la casa Hill-Stead entre 1897 y 1907. Las primeras decisiones de proyecto se delinearon en una visita al sitio, en compañía de una arquitecta paisajista. Luego recibió los dibujos formales por parte de la empresa constructora, los cuales intervino con innumerables correcciones, precisiones y dibujos. Esta modalidad de trabajo se transformó en un modelo personal de proyectación y trabajo en equipo.
Entre 1906 y 1909 construyó la Escuela Westover, un internado para niñas y entre 1914 y 1915 la escuela de gramática Hop Brook en la sección de inmigrantes de Naugatuck, Connecticut. En las obras repite pautas proyectuales que admiraba de las Universidades de Cambridge y Oxford: la articulación de actividades diferentes bajo un mismo techo, la composición cuadrangular propia de la tipología del claustro, las arcadas corridas conformando límites o galerías. El paisaje de Nueva Inglaterra también era una inspiración constante en sus diseños así como aspectos del gótico inglés visibles en la composición de fachadas y en el espacio interior.
La arquitectura escolar de su autoría, tenía como sustento un sólido proyecto académico y social para la formación en valores solidarios, con el que estaba íntimamente comprometida. También diseñó y construyó numerosas residencias para sus propios empleados y casas de campo para familias adineradas de Connecticut y Nueva York.
En 1914, Pope decide crear una escuela en memoria de su progenitor: la Escuela Pope para muchachos. Años más tarde, al morir su madre, rebautizará el establecimiento como Escuela Avon Old Farms. Bajo el concepto de una “villa”, semejante a las antiguas pequeñas ciudades de Nueva Inglaterra, la arquitecta prefiguró el despliegue edilicio necesario para que los muchachos recibieran educación, oficio y costumbres que les permitieran ser personas independientes, con libre juicio y pensamiento. Las obras se desarrollaron entre 1921 y 1927, año de apertura del establecimiento. La piedra y madera de roble característicos de la arquitectura del campus (tomados de la misma propiedad), los amplios espacios verdes y las visuales abiertas al valle de Farmington configuran, hasta el día de hoy, un escenario ecléctico permeable al paso del tiempo y a los diferentes momentos de ejecución. La apropiación de diferentes estilos, así como la mano de obra artesana con sus irregularidades e imperfecciones en el trabajo con los materiales, imprimieron un sello de autenticidad y vitalidad a los edificios; aspectos buscados por Pope como ejemplos de trabajo e inspiración para los estudiantes.
Sus treinta años de actividad profesional tuvieron dos bisagras afectivas que marcaron fuertemente su trayectoria: en 1913, muere su padre, en cuya memoria fundará la Escuela Pope; y  en 1915, ella a bordo del transatlántico Lusitania, es uno de los pocos sobrevivientes al trágico ataque alemán al navío.
Theodate Pope Riddle murió en 1946. En su testamento dejó instrucciones para que la casa de sus padres, se transformara en el Museo Hill-Stead para “beneficio y disfrute del público”.

## Obras relevantes
- 1901- Casa “Hill-Stead”, Farmington, CT
- 1906-1909 Escuela “Westover” en Middlebury, CT
- 1911-1914 Tres casas para empleados en la calle Garden Street, Farmington, CT
- 1913- Casa con buhardillas para la familia Gates, Long Island, Nueva York
- 1914-1915 Escuela “Hop Brook”, Naugatuck, CT
- 1920-1922 Reconstrucción del edificio donde nace Theodore Roosevelt, Nueva York
- 1921- Inicia la construcción de la Escuela “Avon Old Farms”, Avon, CT

## Premios y reconocimientos
En 1918 fue aceptada como miembro del Instituto Americano de Arquitectos. Quince años después fue reconocida como una de las pocas mujeres arquitectas matriculadas en Connecticut.